# André Viaut
Pour les articles homonymes, voir Viau.
André Viaut, né à Civry dans l'Yonne le 16 octobre 1899 et mort à Poitiers le 11 août 1973 est un météorologiste français. Spécialiste de la prévision aéronautique dans les années 1930, il a dirigé la Direction de la Météorologie Nationale depuis sa création en 1945 jusqu'en 1964. Il a été élu président de l'Organisation météorologique Mondiale (OMM) et a assuré deux mandats de 1955 à 1963.

## Biographie
André Viaut est né le 16 octobre 1899 à Civry dans l'Yonne. Il fait ses études primaires et secondaires à Tonnerre. Il est affecté pendant la guerre au service météorologique militaire et entre à l'Office national de la météorologie (ONM) le 1er septembre 1920. Affecté au domaine de la prévision météorologique, il travaille, sous les ordres de Philippe Schereschevsky et de Philippe Wehrlé à mettre en cohérence les méthodes utilisées jusqu'alors en France et la nouvelle théorie norvégienne de Wilhelm Bjerknes. En 1923, son fils, Jacob Bjerknes, signe, en effet, la préface de la première traduction en français de la théorie du front polaire publiée dans la collection des mémoriaux de l'ONM et le colonel Delcambre y annonce la publication à venir d'un mémorial faisant la synthèse des méthodes française et norvégienne. Ce mémorial de synthèse ne sera pas publié mais ce travail sera réalisé puisque cette théorie du front polaire sera enseignée en France et prévaudra jusque dans les années 90.
André Viaut acquiert une notoriété internationale en assurant la préparation de records aéronautiques ou la préparation de grands raids internationaux. Ceci n'a pas que des avantages. Il est mis en cause, comme le service météorologique américain, dans la disparition, en 1927, de l'Oiseau blanc à bord duquel se trouvaient  Charles Nungesser et François Coli,. Il est, par contre, cité largement dans la presse, en 1930, pour avoir contribué à la réussite de Dieudonné Costes et Maurice Bellonte dans leur traversée de l'Atlantique dans le sens est-ouest.
En 1932, il est nommé chef de la section de prévisions de l'ONM, puis chef du service central de l'exploitation en 1939. Son activité pendant la seconde guerre mondiale lui vaut d'être nommé le 19 août 1944, Président du Comité provisoire FFI de la Direction de l'ONM. Le Général Martial Valin, ancien commissaire à l'Air dans le Comité National français et qui participe à la Libération de Paris, confirme la nomination six jours plus tard. Le Ministre de l'Air, Charles Tillon, l'acte officiellement le 26 mai 1945. André Viaut s'attache à remettre en état le service météorologique français qui avait été mis sous tutelle par les Allemands. Le 19 juillet 1945, la Direction de la Météorologie Nationale succède à l'ONM et il en est nommé Directeur le 20 juillet. Il obtient du gouvernement de pouvoir installer sa Direction sur des terrains face au Pont de l'Alma dans le 7e arrondissement.
En 1955, il est élu président de l'Organisation météorologique mondiale (OMM) et assure deux mandats (le maximum possible) avant de laisser la place au suédois Alf Nyberg en 1963. Le bulletin de l'OMM de juillet 1960 revient sur les 10 ans d'existence de l'institution et permet de mesurer les avancées de la coopération internationale en météorologie et sur le rôle qu'ont joué les deux premiers présidents, F.W.Reichelderfer et A.Viaut.
Marié et père d'un fils, Michel, il décède à l'hôpital de Poitiers, après un accident de voiture, le 11 août 1973,,. La Direction de la météorologie nationale, dirigée par Jean Bessemoulin, lui rend hommage dans son numéro d'octobre 1973. L'OMM fait de même dans son numéro d'octobre 1973. Enfin, les Anciens de la météorologie reprennent l'article du bulletin de la Météorologie Nationale dans leur bulletin du premier trimestre 2014.

## Récompenses et distinctions
- Médaille de bronze de l'Aéro-Club de France (1926)
- Prix du Comité Français de propagande aéronautique(1928)
- Chevalier de la Légion d'honneur (1930)[18]
- Médaille Sacconey (1937)
- Officier de la Légion d'Honneur (1946)[18]
- Médaille de l'Aéronautique (1947)
- Commandeur de l'Ordre du Cambodge (1947)
- Prix Léon Grelaud de l'Académie des Sciences (1950)[19]
- Commandeur de l'Ordre du Cèdre (Liban) (1955)
- Commandeur de la Légion d'Honneur (1956)

## Publications
- Les Traversées et tentatives de traversées aériennes de l'Atlantique Nord en 1927 au point de vue météorologique, Mémorial de l'ONM no 19, 1928
- Structure verticale de l'atmosphère en automne entre les açores et les Bermudes, d'après les sondages du Carimaré premier navire météorologique, 1938
- Manuel de la météorologie du Pilote, 1936, Éditions Blondel La Rougery
- La Météorologie, 1942, Presses Universitaires, coll. « Que sais-je ? »
- Le givrage, 1946, Éditions Blondel La Rougery
- Les aspects du temps en Europe Occidentale, 1947, Éditions Blondel La Rougery
- L'organisation et l'extension de la météorologie française, Annales de géographie, vol.  56, no 302, 1947
- Manuel de météorologie du Vol à Voile, 1948, Éditions Blondel La Rougery
- La météorologie du navigant, 1949, Éditions Blondel La Rougery
- La Météorologie, 1952, Presses Universitaires, coll. « Que sais-je ? »
- La section des missions lointaines de la Météorologie Nationale, Annales de géographie, vol.  61, no 327, 1952
- Les travaux des champs et la météorologie, 1953, Presses Universitaires, coll. « Que sais-je ? »
- La mer et le vent, 1963, Éditions Blondel La Rougery